# Colonia Paracas
Colonia Paracas är en ort i Mexiko.   Den ligger i kommunen Yautepec och delstaten Morelos, i den sydöstra delen av landet, 60 km söder om huvudstaden Mexico City. Colonia Paracas ligger 1 256 meter över havet och antalet invånare är 134.
Terrängen runt Colonia Paracas är kuperad åt sydväst, men åt nordost är den platt. Runt Colonia Paracas är det mycket tätbefolkat, med 1 361 invånare per kvadratkilometer. Närmaste större samhälle är Cuernavaca, 16,4 km väster om Colonia Paracas. Omgivningarna runt Colonia Paracas är en mosaik av jordbruksmark och naturlig växtlighet.